# Championnats d'Afrique de judo 1974
Navigation
Édition précédente Édition suivante
Les championnats d'Afrique de judo 1974 se déroulent du 14 au 16 décembre 1974 au Caire, en Égypte.
Au sein de la délégation sénégalaise, Gatta Bâ remporte une médaille d'or, Bou Aïdara, Lamine Wade et Abdoulaye Djiba remportent une médaille d'argent, tandis qu'Abdoulaye Djiba est de plus médaillé de bronze. 
L'équipe du Sénégal composée de Gatta Bâ, Lamine Wade, Babacar Mbengue, Abdoulaye Djiba et Thiendella Diegne, est sacrée championne d'Afrique par équipes. L'Égypte termine deuxième et la Tunisie troisième.